# Juliane Banse
Juliane Banse (Tettnang, Alemania, 10 de julio de 1969) es una soprano alemana conocida sobre todo como cantante de Lieder.
Banse recibió su formación vocal en la Ópera de Zürich y con Brigitte Fassbaender en Múnich. Ganó el primer premio en la competición de canto del Kulturforum en Múnich en 1989. Hizo su debut operístico ese año como Pamina en la Flauta Mágica de Mozart en la Komische Oper de Berlín. En 1993, el Instituto Internacional Schubert, cuyo jurado ese año incluía a Elisabeth Schwarzkopf y a Dietrich Fischer-Dieskau, le otorgó su primer premio en la Internacional Franz Schubert Competition.
Banse estrenó el papel de Schneewittchen en la ópera de Heinz Holliger, de 1998, Schneewittchen en el Zürich Ópera House. Realizó el estreno mundial del aria de Bach, descubierta en 2005, Alles mit Gott und nichts ohn' ihn, BWV 1127, con András Schiff y el Cuarteto Mosaïques. Hizo su debut en la Ópera Metropolitana de Nueva York en 2014 como Zdenka en la ópera de Richard Strauss Arabella, cuando fue llamada a reemplazar a la indispuesta Genia Kühmeier (de).
En la temporada 2014-2015 canta el papel de Fiordiligi en la ópera de Mozart Così fan tutte en Barcelona (Gran Teatro del Liceo).

## Discografía
- Johannes Brahms: Ein deutsches Requiem op. 45, Rondeau 2002
- Alban Berg: Altenberg-Lieder y Lulu-Suite, Deutsche Grammophon 2003
- Ludwig van Beethoven: Fidelio, EMI 2003
- Johann Sebastian Bach: Johannes-Passion BWV 245, Hänssler Classic
- Johannes Brahms: Lieder, con Andreas Schmidt (Barítono) y Helmut Deutsch (Piano)
- Aribert Reimann: Lieder de Brahms, Schumann y Mendelssohn, arreglados para Soprano y Cuarteto de Cuerda. Quartetto Cherubini, TUDOR